# Ishiyakushi-juku

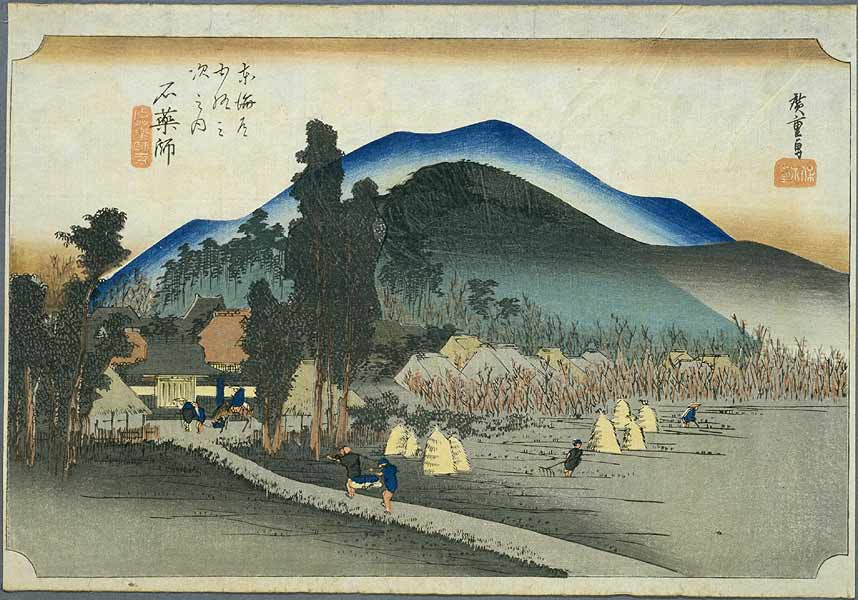
Stacja w latach 30. XIX wieku, Hiroshige Andō

Ishiyakushi-juku (jap. 石薬師宿 Ishiyakushi-juku) – czterdziesta czwarta z 53 stacji szlaku Tōkaidō, położona obecnie w mieście Suzuka, w prefekturze Mie w Japonii.